# 誘発地震
誘発地震（ゆうはつじしん）は、巨大地震に誘発されてその震源域から離れた場所で発生する地震である。波及地震、広義の余震、あるいは連鎖地震とも呼称される。また、特に本震から遠方の地域で誘発された地震を遠方誘発地震と呼ぶ場合がある。

## 概要
主に巨大海溝型地震発生後の関連プレートにおいて、余震とは異なり本震の震源域以外の場所で大陸プレート内（活断層型）及び海洋プレート内地震、あるいはその他の海溝型地震が発生する場合などがある。これは巨大地震による大規模な地殻変動は広範囲に影響を及ぼすことがあり、プレート内（主に活断層）やプレート境界においてもこれまで加わっていた応力の急激な変化や大きな歪みを与えている可能性などが考えられている。マグニチュード (Mw) 9以上を記録した2004年のスマトラ島沖地震や2011年の東北地方太平洋沖地震では誘発地震と推定される地震が発生している。
また、大陸プレート内地震（活断層における直下型地震）の発生後にも離れた地域において地震が誘発される場合がある。陸上の活断層における3連動型地震としても知られる1992年にアメリカ・カリフォルニア州で発生したランダース地震(Mw 7.3)では、地震発生の約3時間後に約40km離れた場所でM6.4の大きな地震が発生しており、誘発地震の重要性が認識されるきっかけとなった。
これらの一般的な誘発地震のケースとは別に、巨大地震では遠地に地震波が到達する過程で一緒に伝播した長周期の地震動（表面波）の影響によっても地震が誘発されることがある。前述の東北地方太平洋沖地震では、本震直後に神奈川県の箱根町で数回の局地的地震が立て続けに発生している（詳細は「東北地方太平洋沖地震#誘発地震」を参照）。
一方、1854年に発生した安政東海地震とその約32時間後に発生した安政南海地震、1944年に発生した東南海地震と2年後の1946年に発生した南海地震など、間隔を空けて発生する連動型地震とされるものも見方によっては“巨大地震により誘発された地震”という意味で誘発地震と言えなくもないが、連動型地震との大きな違いは関連性があるとみられる二つの地震の震源域が重複、または隣接しておらず、離れているということである。また、1995年に発生した兵庫県南部地震と18年経過してから周辺の活断層で発生した淡路島地震の例など、大陸プレート内の活断層で巨大直下型地震が発生した後に時間を置いてから別の活断層で直下型地震が発生するケースもあり、これは巨大地震による地殻変動やそれによる歪みの蓄積など何らかの影響により後の地震が誘発された可能性も考えられるが、先の例では連動型地震の観点から見ると時間が経過しすぎている上に、果たして余震といえるのか誘発地震といえるのか判断が難しい。なお、本項では「ある地震の震源域から離れた地点において誘発されたと推定される地震」のみを扱う。

## 誘発地震が発生する仕組み
誘発地震が発生する仕組みは2022年現在、十分に解明されていない。しかし、巨大地震の場合は強い表面波が応力擾乱を起こしながら伝播することで、地震を誘発していくことが明らかとなっている。
直接原因とされる大きな本震が海溝型地震などプレート変動に起因していると考えられる場合は、そのプレート全体で広範囲にわたり歪みがもたらされたと考えられ、もともと歪みが多く蓄積されていた箇所の周辺で地震が多発する傾向が確認されている。距離的に、また時間的に原因となる本震に近い周辺地域で地震が発生しても地震の原因はさまざまであり、一概にそれが誘発されて発生した地震か、独立した原因で発生した地震かの区別は難しい。長期的な観測と統計の結果、当該の地震が誘発地震の可能性が高かったと認識されることはある。

## 類似の概念
誘発地震を以下の様に細分化する考え方がある。
連鎖地震
隣り合う別の地震発生区間の活動による地震。事例として以下のものが考えられる。
- 相模トラフにおける可能性、1923年大正関東地震と1703年元禄地震。
- 南海トラフの東南海地震と南海地震、1944年昭和東南海地震と1946年昭和南海地震。一般的に連動型地震ともされる。

続発地震
横山泉 (1971) は、続発地震は相互に直接的に断層運動による繋がりが無く、応力を通して作用するものとした。
震源域から離れた地点において誘発されるもので、本項で主に扱っている。

## 誘発地震の例
以下は大きな地震（本震）の後に発生した誘発地震と推定される地震の例である。但し、近い時期に偶然発生した地震が含まれている可能性もある。また、近代以前の地震については地震の規模、型、被害地域ともに当時の記録や地質調査などによる推定である。日本で発生したものと日本国外で発生したものに分けて記載する。

### 日本国内
日時は日本標準時 (JST)。
本震：慶長伊予地震（1596年9月1日発生/M 7.0/大陸プレート内）
- 慶長伏見地震（同年9月5日発生/M 7.0-7.1/大陸プレート内）
慶長伊予地震に続き、3日後の9月4日には慶長豊後地震 (M 7.0-7.8) という中央構造線と周辺の断層帯における連動型地震が発生すると、それらに誘発される形で六甲-淡路島断層帯が動き地震が発生した[21]。

本震：延宝八戸沖地震（1677年4月13日発生/M 7.2-7.5/海溝型）
- 延宝房総沖地震（同年11月4日発生/M 8.0/海溝型）
- 宮城県北部沖地震（1678年10月2日発生/M 7.5/海溝型）

本震：宝永地震（1707年10月28日発生/M 8.4-Mw 8.7/海溝型）
- 23日後、長門国佐波郡上徳地村（現在の山口市徳知）で倒家289軒、死者3名の被害を伴う局地的な地震。
- 1714年（正徳4年）に信濃小谷村（現在の長野県大町市から白馬村）付近で M 6前半の地震。
共に大陸プレート内（直下型）地震。

本震：安政東海地震（1854年12月23日発生/Mw 8.4/海溝型）
- 飛騨地震（1855年3月18日発生/M 6.8/大陸プレート内）
- 安政江戸地震（1855年11月11日発生/M 6.9/地震型不明）
- 飛越地震（1858年4月9日発生/M 7.0-7.1/大陸プレート内）
- 信濃大町地震[注 4]（1858年4月23日発生/M 5.7/大陸プレート内）
- 文久西尾地震[注 5]（1861年2月14日発生/M 6.0/大陸プレート内）

なお、安政東海地震の約半年前の1854年7月9日には伊賀上野地震 (M 7.4) が発生した。
本震：明治三陸地震（1896年6月15日発生/M 8.2-8.5/海溝型）
- 陸羽地震（同年8月31日発生/M 7.2/大陸プレート内）
- 宮城県沖地震（1897年2月20日発生/M 7.4/海溝型）
その翌年の1898年4月23日にも宮城県沖で大きな地震 (M 7.2) が発生した。

本震：東南海地震（1944年12月7日発生/Mw 8.1-8.2/海溝型）
- 三河地震（1945年1月13日発生/Mj 6.8/大陸プレート内）
- 福井地震（1948年6月28日発生/Mj 7.1/大陸プレート内）

なお、東南海地震の前年の1943年9月10日には鳥取地震 (Mj 7.2) が発生した。
本震：東北地方太平洋沖地震（2011年3月11日発生/Mj 8.4, Mw 9.0/海溝型）
余震域外を震源とした誘発地震と考えられる最大震度5強以上の地震。
- 長野県北部地震（同年3月12日発生/Mj 6.7/大陸プレート内）
- 静岡県東部地震（同年3月15日発生/Mj 6.4/大陸プレート内）
- 秋田県内陸北部地震（同年4月1日発生/Mj 5.0/大陸プレート内）
- 茨城県南部地震（同年4月16日発生/Mj 5.9/海溝型[23][注 6]）
- 長野県中部地震（同年6月30日発生/Mj 5.4/大陸プレート内）
- 栃木県北部地震（2013年2月25日発生/Mj 6.3/大陸プレート内）

本震：熊本地震（2016年4月16日発生/Mj 7.3/大陸プレート内）
- 前震 (Mj 6.5) や本震が発生した布田川・日奈久断層帯とその周辺（熊本地方）のみならず、北東側の阿蘇地方や大分県中部（別府-万年山断層帯周辺）にも地震活動がおよび、別府‐島原地溝帯の広い範囲でその活動が活発化した[4][5][25]。

### 日本国外
日時は世界標準時 (UTC)。
本震：2000年ニューアイルランド地震（2000年11月16日発生/Mw 8.0/トランスフォーム断層）
- 誘発地震（2000年11月16日発生/Mw 7.8/海溝型）
- 誘発地震（2000年11月17日発生/Mw 7.8/海溝型）

本震：2004年スマトラ島沖地震（2004年12月26日発生/Mw 9.1/海溝型）
- 2005年スマトラ島沖地震（2005年3月28日発生/Mw 8.6/海溝型）
- 2007年スマトラ島沖地震（2007年9月12日発生/Mw 8.5/海溝型）
- 2009年スマトラ島沖地震（2009年9月30日発生/Mw 7.5/スラブ内（海洋プレート内））

以降もスマトラ島周辺では大きな地震が発生している。詳細は「スマトラ島沖地震」を参照。
本震：2006年千島列島沖地震 （2006年11月15日発生/Mj 7.9, Mw 8.3/海溝型）
- 2007年千島列島沖地震（2007年1月13日発生/Mj 8.2, Mw 8.1/アウターライズ（海洋プレート内））[26]

本震：2014年アリューシャン地震（2014年6月23日発生/Mw 7.9/スラブ内）
- 誘発地震（2014年6月24日発生/Mw 6.3/大陸プレート内）